# Stanisław Trokowski
Stanisław Trokowski (ur. 22 lipca 1933 w Toruniu, zm. 5 lutego 2002 tamże) – polski działacz partyjny i państwowy, wojewoda toruński (1982–1988).

## Życiorys
Od 1948 członek Związku Młodzieży Polskiej, od 1953 Polskiej Zjednoczonej Partii Robotniczej. W latach 1959–1967 pracował w Komitecie Wojewódzkim PZPR w Bydgoszczy w Wydziale Rolnym. Pełnił funkcję sekretarza do spraw rolnych Komitetu Powiatowego PZPR w Toruniu, przewodniczącego Prezydium Powiatowej Rady Narodowej w Toruniu, dyrektora Rejonowego Przedsiębiorstwa Melioracji w Toruniu, naczelnika miasta i powiatu Inowrocław, dyrektora Wydziału Rolnictwa i Leśnictwa Urzędu Wojewódzkiego w Bydgoszczy. Od stycznia 1977 do 1982 wicewojewoda toruński, następnie do 30 listopada 1988 wojewoda toruński.
Zmarł 5 lutego 2002 w Toruniu. Został pochowany na cmentarzu św. Jerzego.